# 手間村
手間村（てまそん）は、鳥取県西伯郡にあった村。現在の西伯郡南部町の一部にあたる。

## 地理
- 河川：小松谷川[3]
- 山岳：手間山[3]、峰山[3]、越敷山[4]、後﨏山[5]

## 歴史
- 1889年（明治22年）10月1日、町村制の施行により、会見郡寺内村、三崎村、天万宿、宮前村、田住村が合併して村制施行し、手間村が発足[1][2]。旧村名を継承した寺内、三崎、天万、宮前、田住の5大字を編成[2]。
- 1896年（明治29年）4月1日、郡の統合により西伯郡に所属[2]。
- 1929年（昭和4年）南部11か村組合立製糸工場開設し、のち伯西社に合併[3]。
- 1955年（昭和30年）
  - 3月31日、西伯郡幡郷村大字諸木を編入[1][2]。6大字となる[2]。
  - 4月25日、西伯郡賀野村と合併し、町制施行し会見町を新設して廃止された[1][2]。合併後、会見町大字寺内・三崎・天万・宮前・田住・諸木となる[2]。

## 産業
- 農業

## 交通

### 鉄道
- 1924年（大正13年）法勝寺鉄道（日ノ丸自動車法勝寺電鉄線）が開通し、手間駅・変電所を設置[3]。1967年（昭和42年）まで存続[2]。

## 教育
- 1873年（明治6年）3月、第8番小学天万学校開校[3]。1886年（明治19年）天万・浅井両小学校が合併し宮前小学校となるが、1887年（明治20年）に分離[3]。1888年（明治21年）天万・金田両小学校が合併して宮前尋常小学校となる[3]。1890年（明治23年）宮前尋常小学校から天万尋常小学校が分離し、大字天万字大屋敷に移転[3]。1901年（明治34年）大字天万字下宮尾に新校舎落成し、天万尋常高等小学校に改称[3]。

## 名所・旧跡
- 手間要害[6]

## 出身・ゆかりのある人物
- 門脇孝一（弁護士、日本産業貯蓄銀行専務） - 天萬出身[7]。
- 坂口平兵衛（坂口合名会社代表社員会長） - 実母は手間村の都田某の娘である[8]。